# Roads & Transport Authority (Шарджа)
Sharjah Roads & Transport Authority (араб. هيئة الطرق والمواصلات الشارقة‎) — крупное независимое транспортное предприятие в Шардже, ОАЭ.

## История
Предприятие SRTA было основано в 2014 году, чтобы идти в ногу с развитием и быстрым ростом эмирата. В феврале 2024 года SRTA и Национальная транспортная компания Омана — Mwasalat — подписали соглашение о запуске международного маршрута (второго в стране) из Шарджи в Маскат через пограничный пункт Хатмат-Малаха.

## Услуги
В 2025 году предприятие SRTA ввело некоторые новые правила дорожного движения. С того же года предлагается множество услуг, аналогичных таковым в Дубае:
- Public Transport (управляется KGL PTS)
- Roads Service
- Sayer Card
- Intercity & International Transport

### Маршруты городских автобусов[2]
| Маршрут | Исходная остановка               | Конечная остановка |
| ------- | -------------------------------- | ------------------ |
| 1       | Rolla Terminal                   | Sahara Centre      |
| 3       | Rolla Terminal                   | Safari Mall        |
| 7       | Sahara Mall via Sharjah Aquarium | Rolla Terminal     |
| 8       | Rolla Terminal                   | Sahara Mall        |
| 9       | Rolla Terminal                   | Sahara Mall        |
| 14      | Al Sharq Terminal                | Sharjah Airport    |
| 15      | Rolla Terminal                   | Sharjah Airport    |
| 77      | Muwailah Terminal                | Al Saja'a Terminal |
| 88      | Rolla Terminal                   | Al Saja'a Terminal |
| 99      | Jubail Terminal                  | Sharjah Airport    |

### Экспресс- и пригородные маршруты
Экспресс-маршруты обычно заканчиваются на букву «X» (пример: 14X), а пригородные маршруты обычно начинаются с букв (пример: E1).
| Маршрут | Исходная остановка   | Конечная остановка         |
| ------- | -------------------- | -------------------------- |
| 14X     | Rolla Terminal       | Muwailah                   |
| 88X     | Rolla Terminal       | Al Saja'a Terminal         |
| E1      | Al Jubail Terminal   | Sharjah Aquarium           |
| F1      | Al Saja’a Big Bazaar | Noor Al Saja’a Supermarket |
| F2      | Al Sajaa Big Bazaar  | Al Sajaa Tasheel Centre    |
| F7      | Rolla Terminal       | Al Jubail Terminal         |